# Sidney Boyden
Sidney M. Boyden (* 4. April 1900 in Cumberland, Wisconsin; † 8. April 1993 in Plantation, Florida) war ein US-amerikanischer Unternehmer und Gründer der Personalberatung Boyden.

## Werdegang
Boyden gilt als der erste „Headhunter“, der Führungskräfte direkt ansprach (Executive Search). Nach einer Tätigkeit bei Booz Allen Hamilton gründete er 1946 in New York die Personalberatung, die heute Boyden World Corporation heißt und zu den wichtigsten Firmen der „Big Five“ (Heidrick & Struggles, Korn/Ferry, Russell Reynolds, Spencer Stuart, Ray & Berndtson) gehört. Anders als z. B. Korn/Ferry und Heidrick ist Boyden eine so genannte „network firm“, das heißt in jedem Land gibt es wirtschaftlich und rechtlich selbständige Firmen, die gegen eine Lizenzgebühr den Namen „Boyden“ benutzen dürfen.